# Седам Нојевих заповести
Седам Нојевих заповести (хебр. שבע מצוות בני נח Шева Мицвот Бнеј Ноа), такође познати и као Ноахидски закони је скуп заповести који се односи на Нојеву децу, тј. цело човечанство. Сваки нејевреј који поштује и поступа по овим законима, заслужује Свет који долази (хебр. עולם הבא Олам Аба), крајњу награду за праведне.
У Седам Нојевих заповести спадају:
1. Забрана идолопоклонства
2. Забрана богохуљења
3. Забрана убиства
4. Забрана крађе
5. Забрана одређених сексуалних односа
6. Забрана једења меса одстрањених са живих животиња
7. Обавеза успостављања судова правде

Шест од седам заповести Бог је заповедио Адаму, првом човеку а седму је заповедио Ноју и то је она која се односи на забрану једења меса одстрањених са живих животиња. Као додатак држању седам заповести сваки човек (нејевреј) је обавезан да се понаша на исправан начин (према Б-г-у, другим људима и друштву у целини) који је у складу са људском интелигенцијом и моралним обавезама.

## Забрана одређених сексуалних односа
У забрану одређених сексуалних односа спада:
- однос између мушкарца и очеве садашње или бивше жене а која није његова мајка[3]
- однос између мушкарца и његове мајке[3][4][5]
- однос између мушкарца и жене другог мушкарца (прељуба са удатом женом)[3][5]
- однос између мушкарца и другог мушкарца[3][4][5]
- бестијални однос у коме је мушкарац активан партнер а животиња (мужјак или женка) пасиван партнер или однос у коме је особа (мушкарац или жена), пасиван партнер а животиња која је сисар је активан партнер[3][4]
- однос између мушкарца и његове сестре са мајчине стране (његове рођене сестре или полусестре са мајчине стране)[3][4][5]

Исти закони се односе на нејеврејску жену, па је њој забрањено да има односе са: својим посинком (чак иако је постала удовица или је разведена од његовог оца), са својим сином, било којим мушкарцем који није њен муж (ако је удата), животињом, њеним рођеним братом или полубратом са мајчине стране.